# زغال استخوان
زغال استخوان (به انگلیسی: Animal Charcoal) یا Bone char نوعی ماده شیمیایی دانه‌دانه است که از زغال‌کردن استخوان عمدتاً حیوانات به دست می‌آید.
برای پیشگیری از شیوع بیماری کروتزفلد جاکوب از بهره‌گیری از جمجمه و ستون فقرات اجتناب می‌گردد. استخوان‌ها در دماهای بالا (بین ۴۰۰ تا ۵۰۰ درجه سانتی‌گراد) و در شرایط اکسیژن‌تهی گرما می‌بینند تا کیفیت فراورده و به عبارتی گنجایش جذب که برای کاربردهایی نظیر دفلوریداسیون آب یا حذف فلزهای سنگین از محلول‌های آبی مورد استفاده قرار می‌گیرد، تحت کنترل باشد.